# Rood heermoeswier
Rood heermoeswier (Chylocladia verticillata) is een roodwier uit de klasse Florideophyceae. De wetenschappelijke naam van de soort werd, als Fucus verticillatus, voor het eerst in 1777 geldig gepubliceerd door John Lightfoot.

## Kenmerken
Rood heermoeswier is een struikvormig roodwier die rechtop groeit tot een lengte van 30 cm vanuit een schijfvormig houvast. Het vertakt zich in een kransvormige manier. Het thallus (plantvorm) is hol maar wordt gescheiden door tussenschotten van één cellaag dik. De takken hebben een slijmachtig, gelatineachtige uiterlijk en tot 5 mm breed. In kleur is het roze of paars.

## Verspreiding
Rood heermoeswier wordt gevonden rond de Britse Eilanden, maar vaker aan de westkust dan de oostkust. Deze soort wordt gevonden aan de oostelijke Atlantische Oceaan, van Noorwegen tot Marokko tot in de Middellandse Zee, inclusief de Canarische Eilanden en de Kanaaleilanden. In Nederland werd rood heermoeswier in 2015 voor het eerst gevonden.